# Ralph Broome
Pour les articles homonymes, voir Broome (homonymie).
Ralph Edward Howard Broome, né le 5 juillet 1889 à Dalhousie (Inde) et mort le 25 janvier 1985 à Poole (Angleterre), est un bobeur britannique.

## Carrière
Ralph Broome participe aux Jeux olympiques de 1924 à Chamonix et remporte la médaille d'argent en bob à quatre, avec Thomas Arnold, Alexander Richardson et Rodney Soher.

## Palmarès

### Jeux Olympiques
- : médaillé d'argent en bob à quatre aux Jeux olympiques d'hiver de 1924.